# Pawlowsk (Sankt Petersburg)
Pawlowsk (russisch Па́вловск) ist eine klassizistische ehemalige Sommerresidenz der russischen Zaren, nebst der gleichnamigen Stadt mit 16.087 Einwohnern (Stand 14. Oktober 2010). Sie liegt etwa 30 Kilometer südlich von Sankt Petersburg und fünf Kilometer südöstlich von Zarskoje Selo. Seit 1998 ist sie administrativ Sankt Petersburg unterstellt und gehört zum Stadtbezirk (Rajon) Puschkin. Von 1918 bis 1944 trug die Stadt den Namen Sluzk.

## Geschichte

### Die Residenz Pauls I. und Maria Fjodorownas

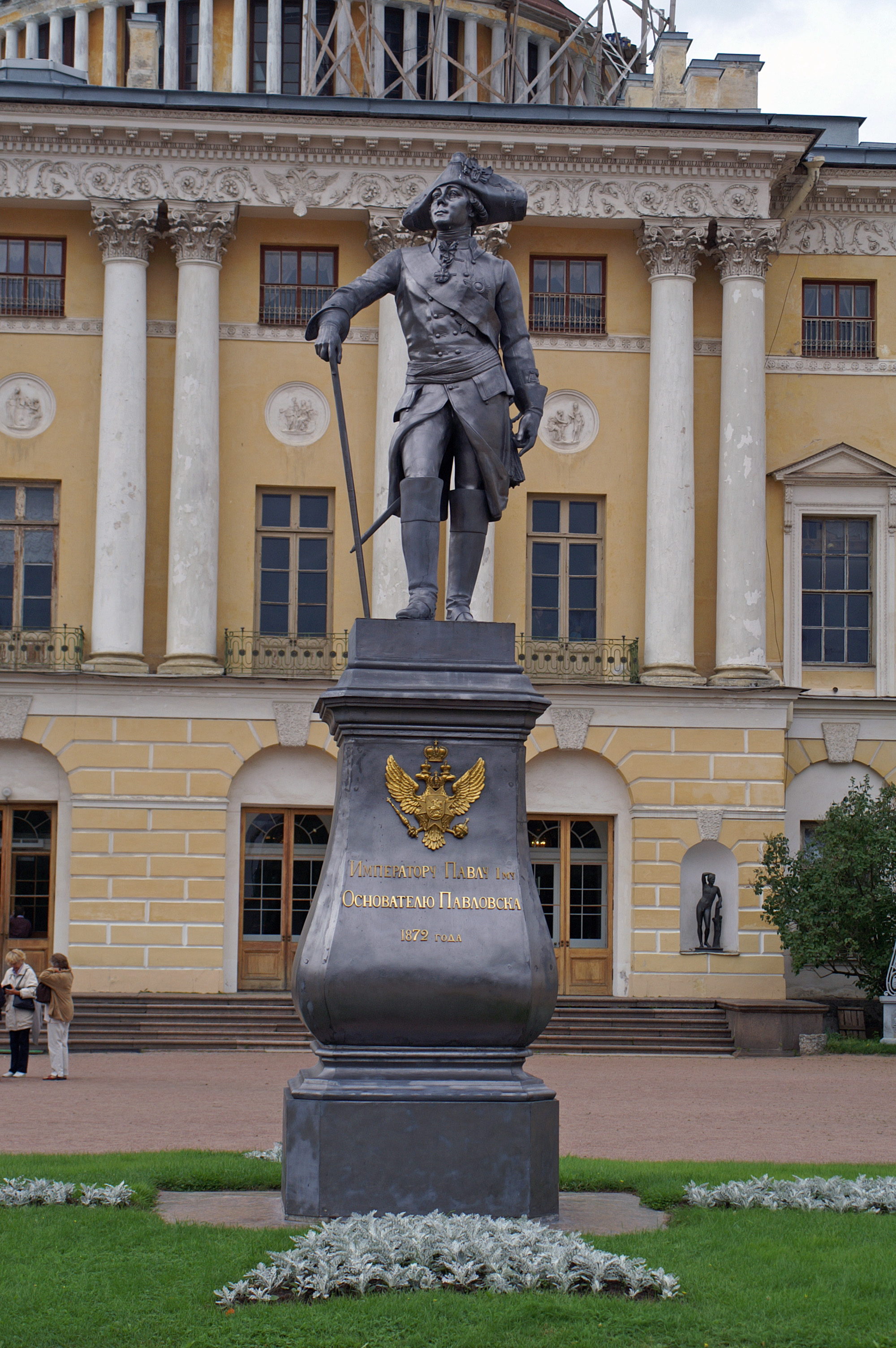
Pawlowsk-Palast, Statue für Zar Paul I. vor dem Hauptgebäude

Die Geschichte der Stadt begann 1777, als das Grundstück der heutigen Parkanlage entlang des Flüsschens Slawianka dem späteren Zar Paul I. anlässlich der Geburt seines ersten Sohnes und Thronfolgers, Alexander, von seiner Mutter Katharina II. geschenkt wurde. Zunächst errichtete das Kronprinzenpaar dort zwei hölzerne Schlösschen, Marienthal und Paulslust, dann nahmen sie das große Schlossprojekt in Angriff.
Im Jahre 1780 wurde der schottische Architekt Charles Cameron, welcher auch für Katharina II. in Zarskoje Selo baute, mit der Leitung der Bautätigkeiten in Pawlowsk beauftragt. Der klassizistische Entwurf wurde vom Kronprinzenpaar 1782 zur Ausführung genehmigt und im Jahre 1786 fertiggestellt.
Vor allem kümmerte sich Sophie Dorothee von Württemberg, die als russische Kronprinzessin und spätere Zarin den Namen Maria Fjodorowna angenommen hatte, um den Ausbau der Anlage. Der internationale Ruf der Gärten und Schlösser ist untrennbar mit dieser Frau verbunden, die über vierzig Jahre lang die Ausgestaltung der Anlage vorantrieb. Nach Pauls Tod blieb der Palast Witwensitz von Maria Fjodorowna, später ging das Anwesen an den Konstantinowitsch-Zweig der Familie Romanow.
Die Innenräume des Großen Palastes sind weniger als die anderen barocken, großen Zarenresidenzen auf absolute Repräsentation und Machtentfaltung angelegt. Der Palast von Pawlowsk ist im Stil des Klassizismus gehalten, teilweise beeinflusst vom napoleonischen Empire. Er wirkt trotz seiner Größe entsprechend bescheidener und intimer als der in der Hauptstadt.
Außerdem steht im Gegensatz zu den anderen Residenzen in Pawlowsk der Park im Vordergrund. Der Klassizismus der Architekten Charles Cameron, Vincenzo Brenna, Andrei Woronichin, Pietro Gonzaga und Carlo Rossi schuf mit Schloss und Garten ein einzigartiges Ensemble.

### Parkanlagen
Maria Fjodorowna ließ aus der unberührten Wildnis einen über 600 ha großen Landschaftspark im englischen Stil anlegen, welcher in weiten Teilen eine unberührte Naturlandschaft vorspiegelt.
Im Park wurde unter anderem ein Standbild des Gottes Apollon errichtet, das ursprünglich von einem Säulenrund umgeben war. Infolge eines Unwetters stürzte 1817 ein Teil der Säulen zusammen, und das Ensemble blieb lange eine Ruine. Erst ab den 1970er Jahren wurden die Apollo-Kolonnaden teilweise restauriert, so dass sie heute einen Halbkreis um die Statue bilden.
Der Park gilt als Gründungsort der russischen Pfadfinder. Am 30. April 1909 organisierte Oleg Pantjuchow das erste Treffen, und das Lagerfeuer fand im Park bei Zarskoje Selo statt. An dieses Ereignis erinnert noch heute ein russisches Lied.

### Bilder

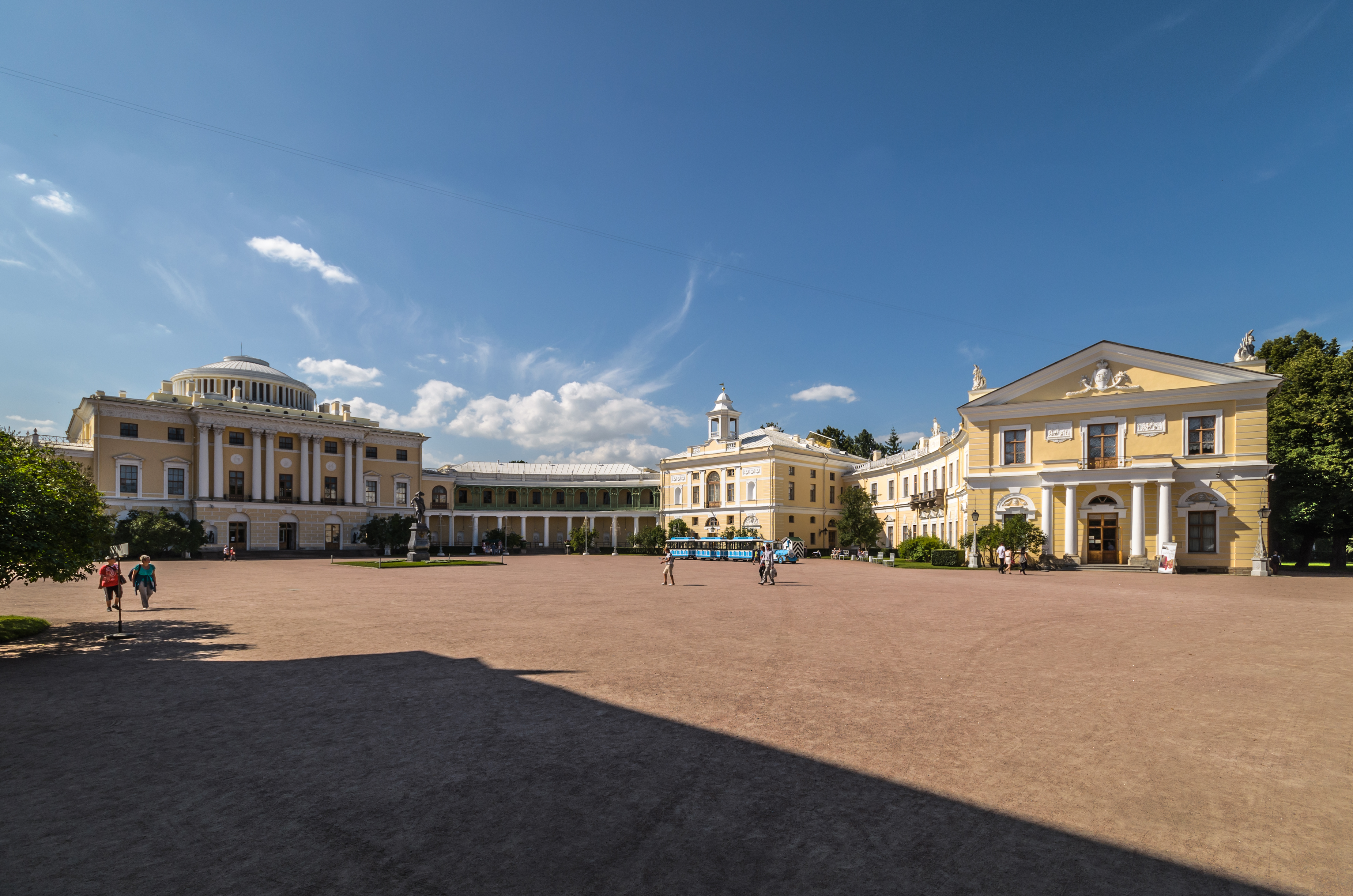
Palast in Pawlowsk
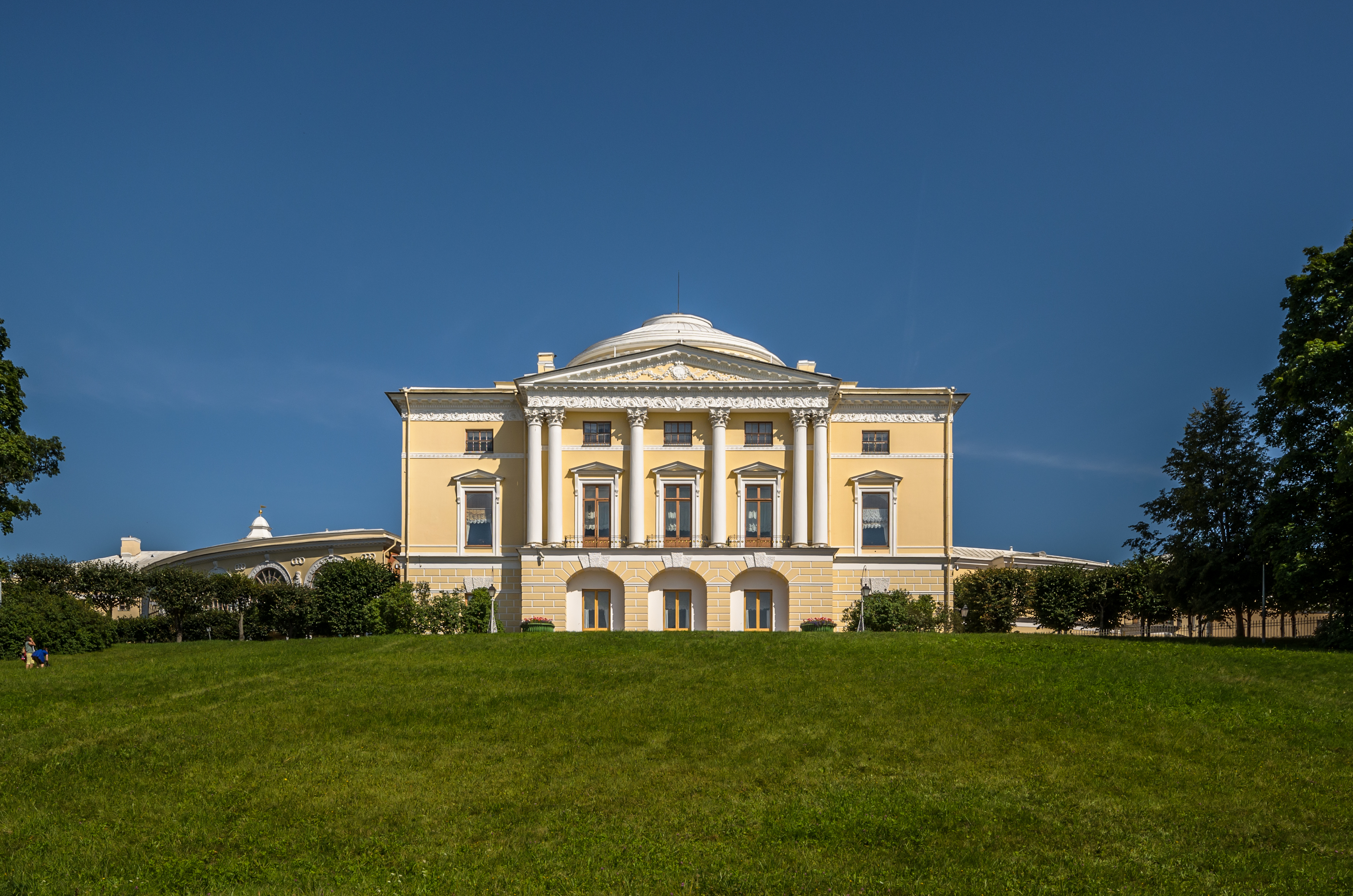
Palast in Pawlowsk
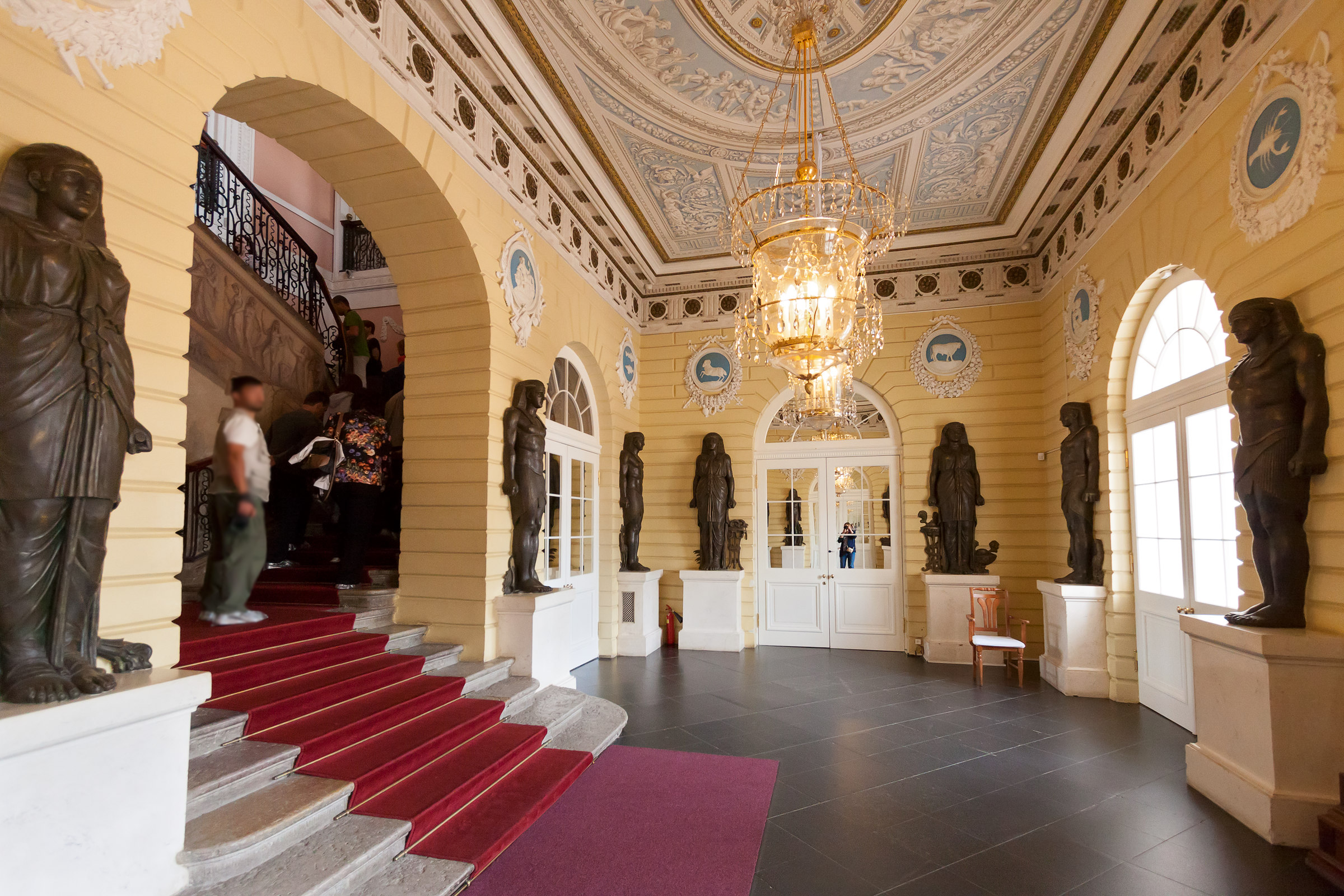
Ägyptisches Vestibül des Palasts
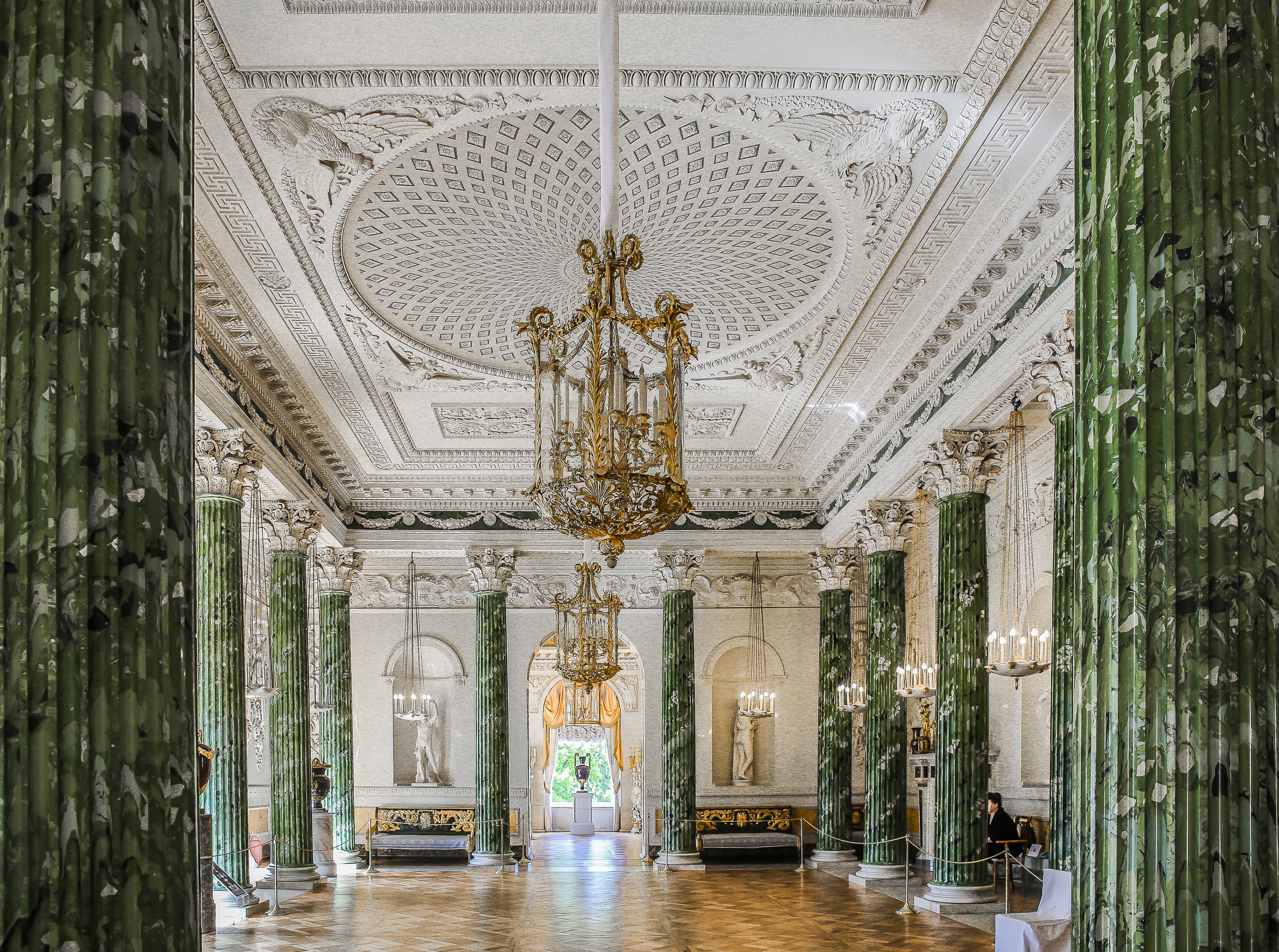
Griechischer Saal im Palast
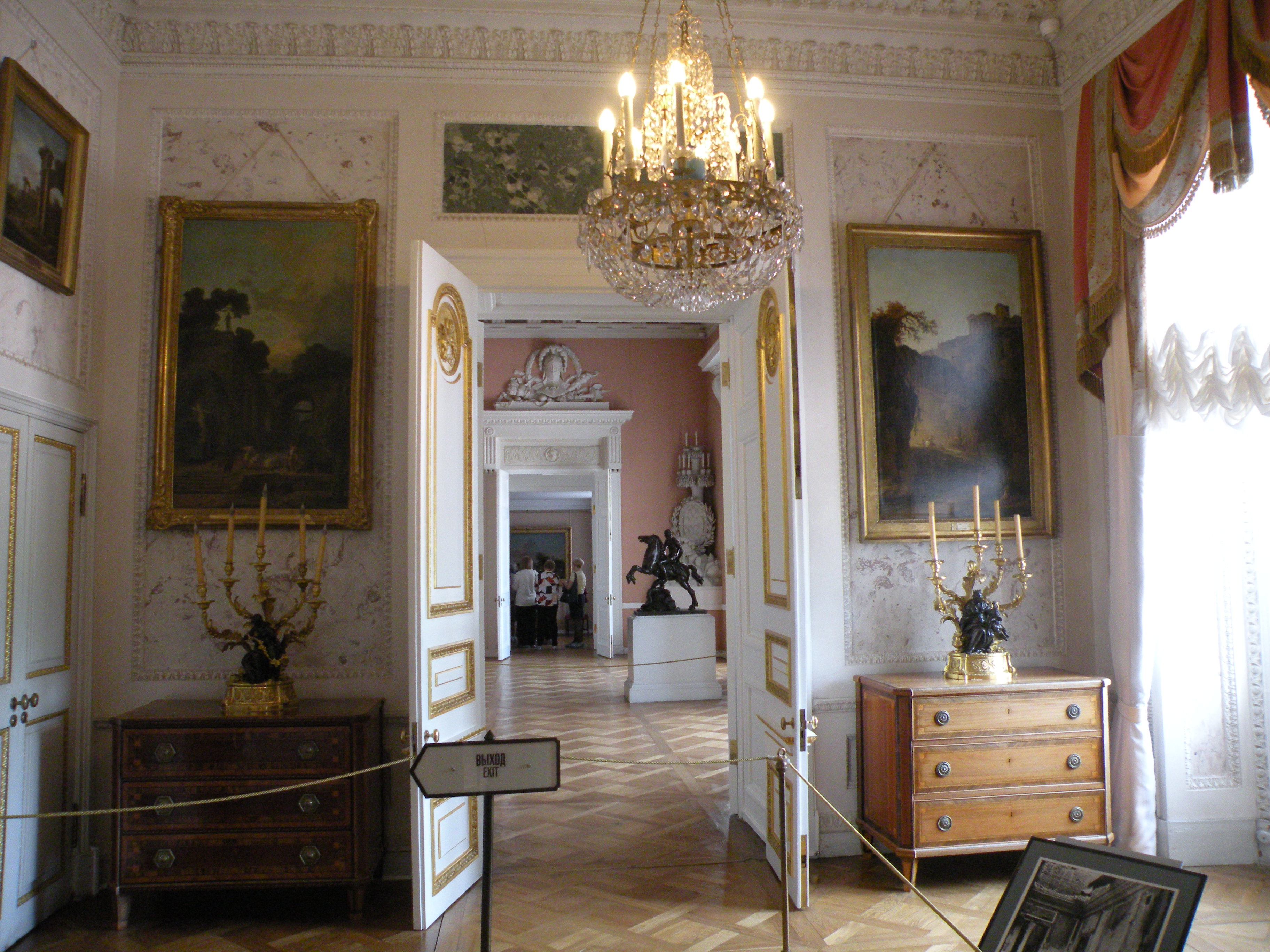
Raumfolge
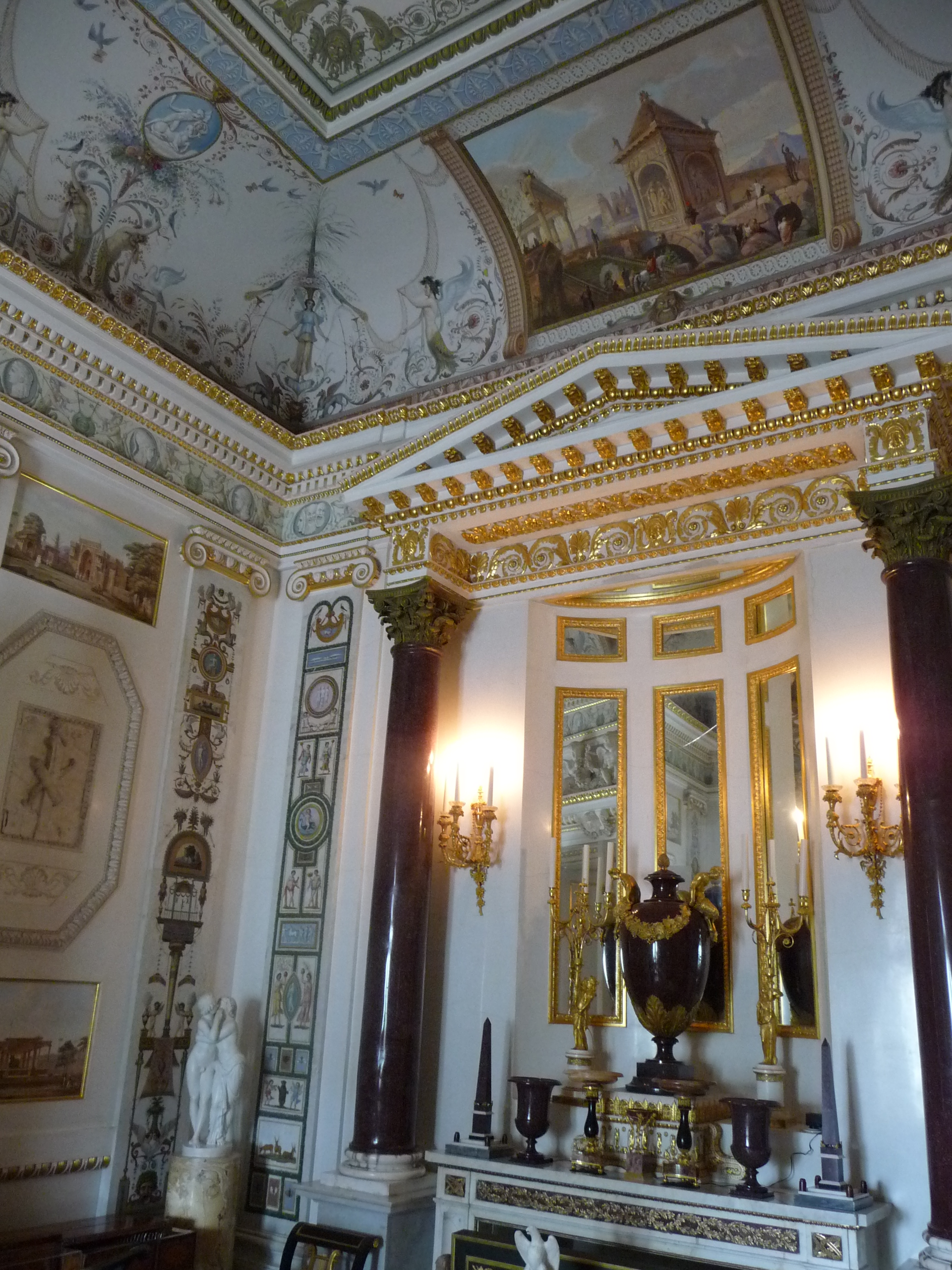
Raumausstattung
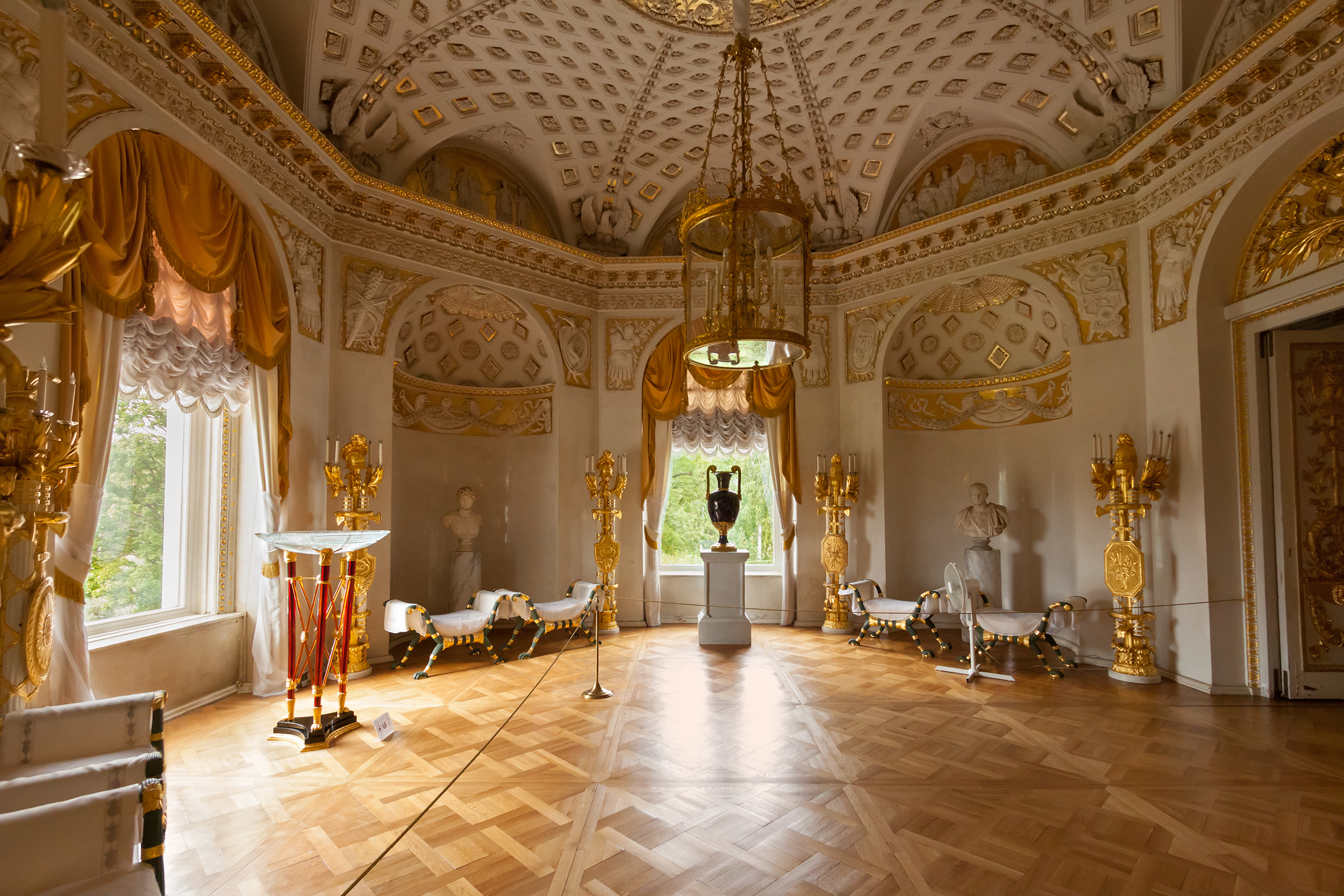
Kriegssaal
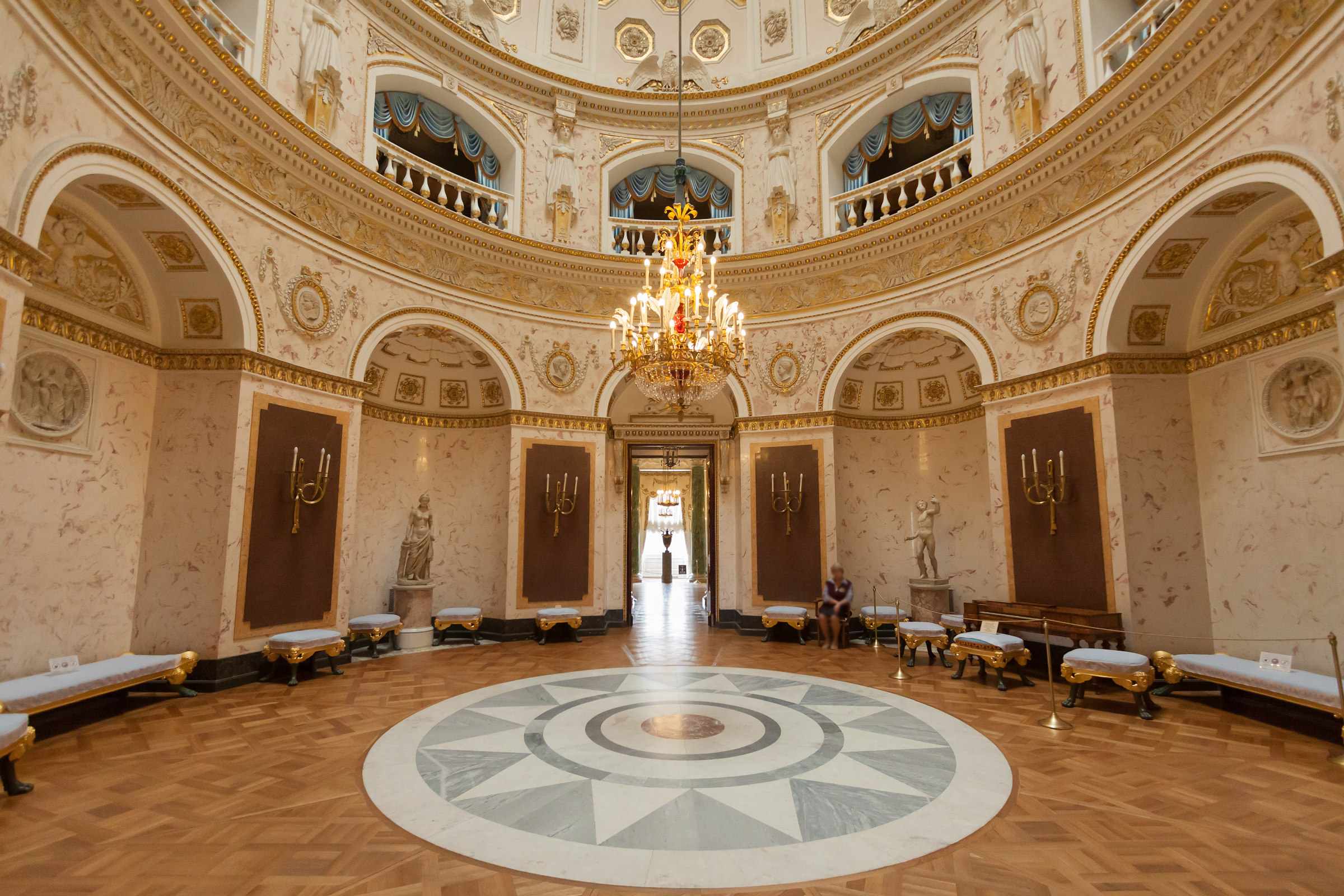
Italienischer Saal
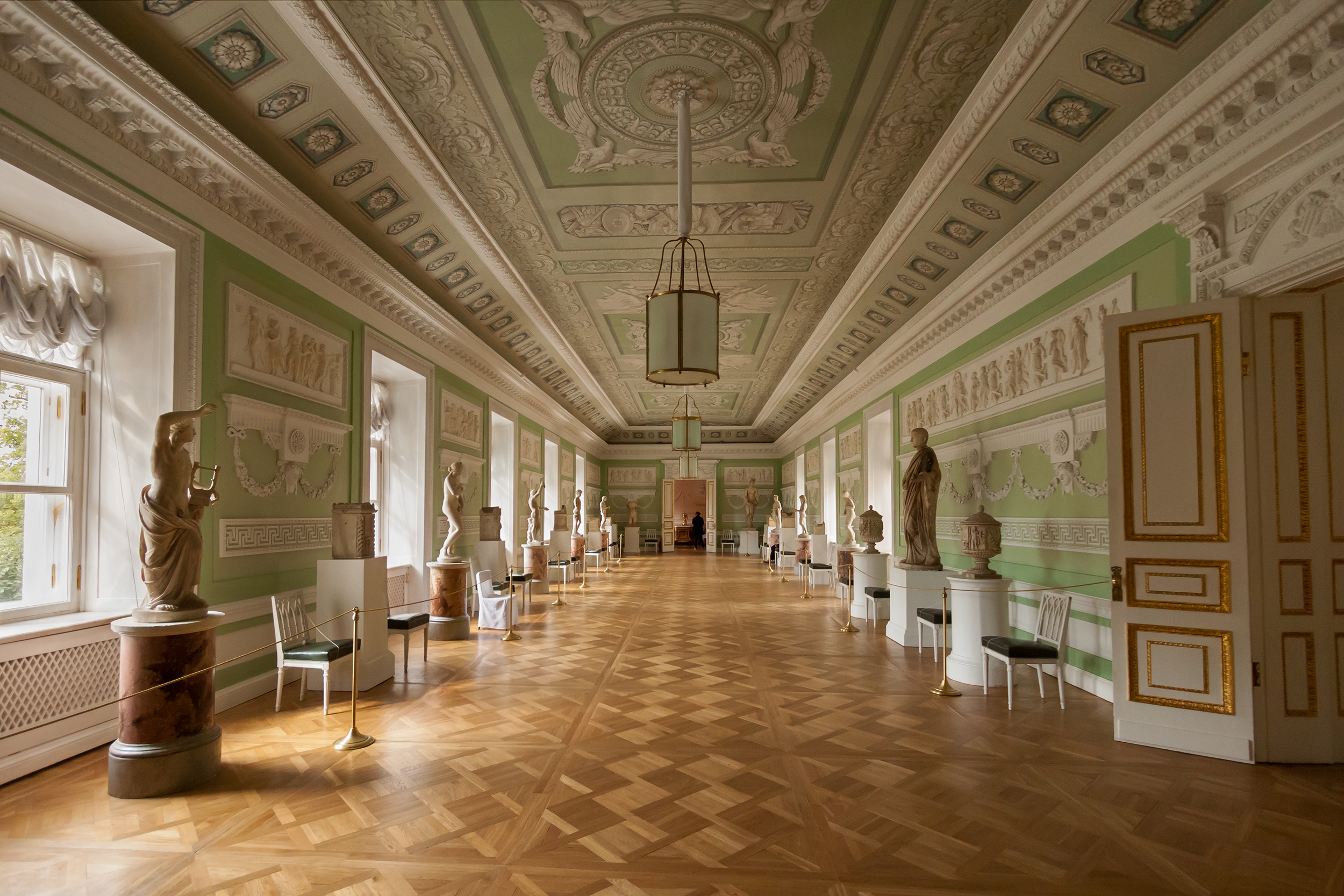
Rittersaal
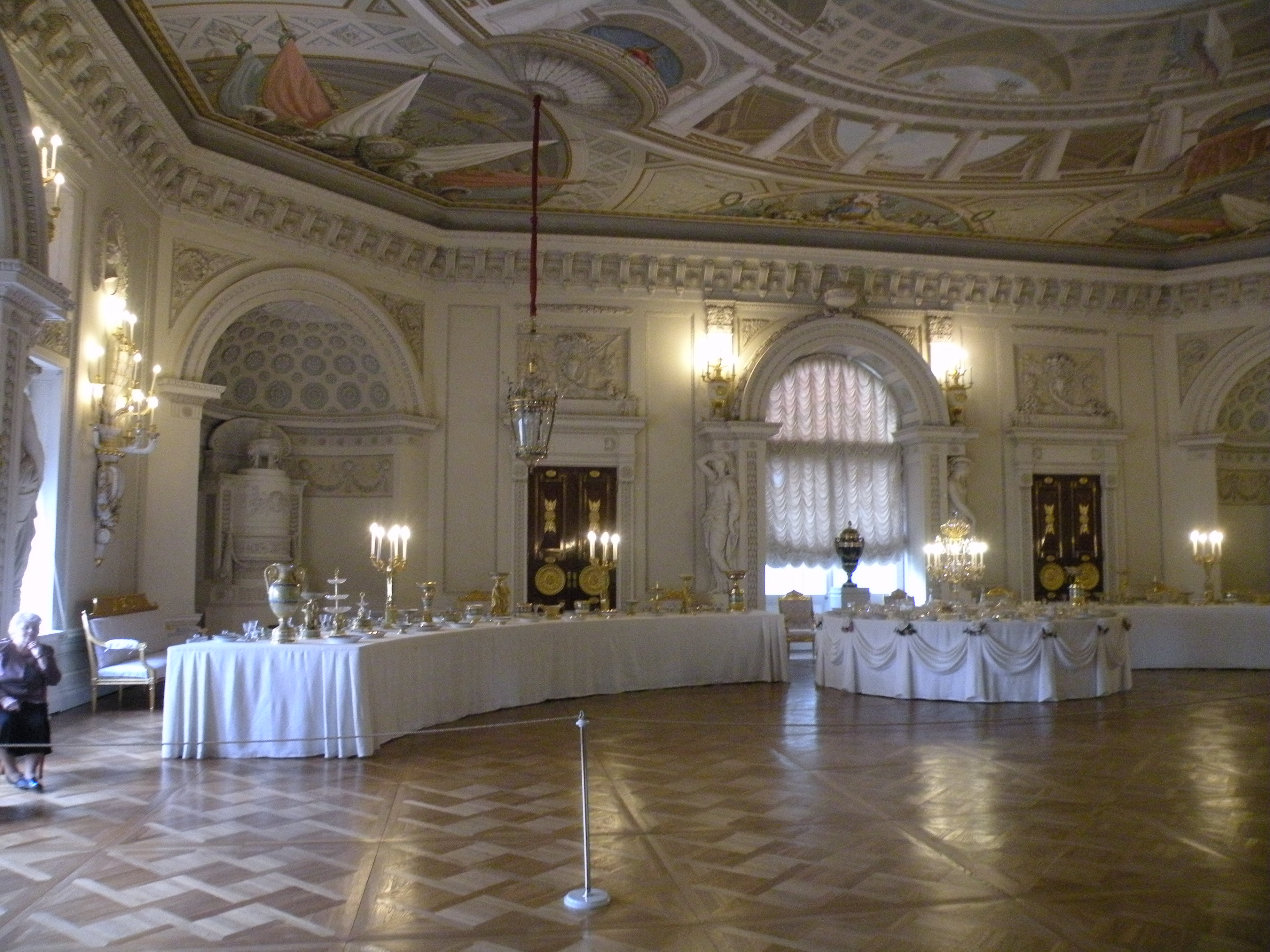
Thronsaal
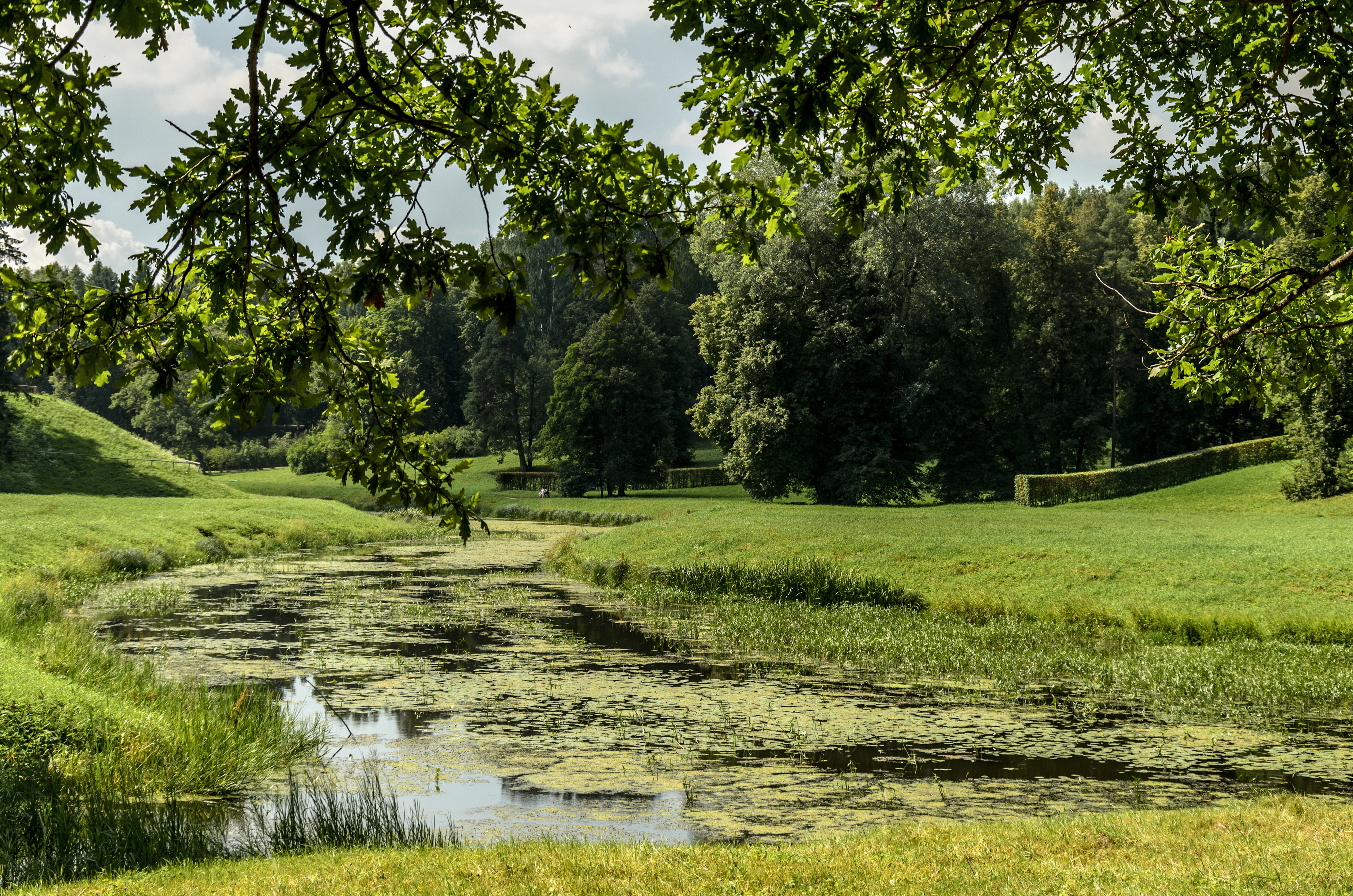
Park in Pawlowsk
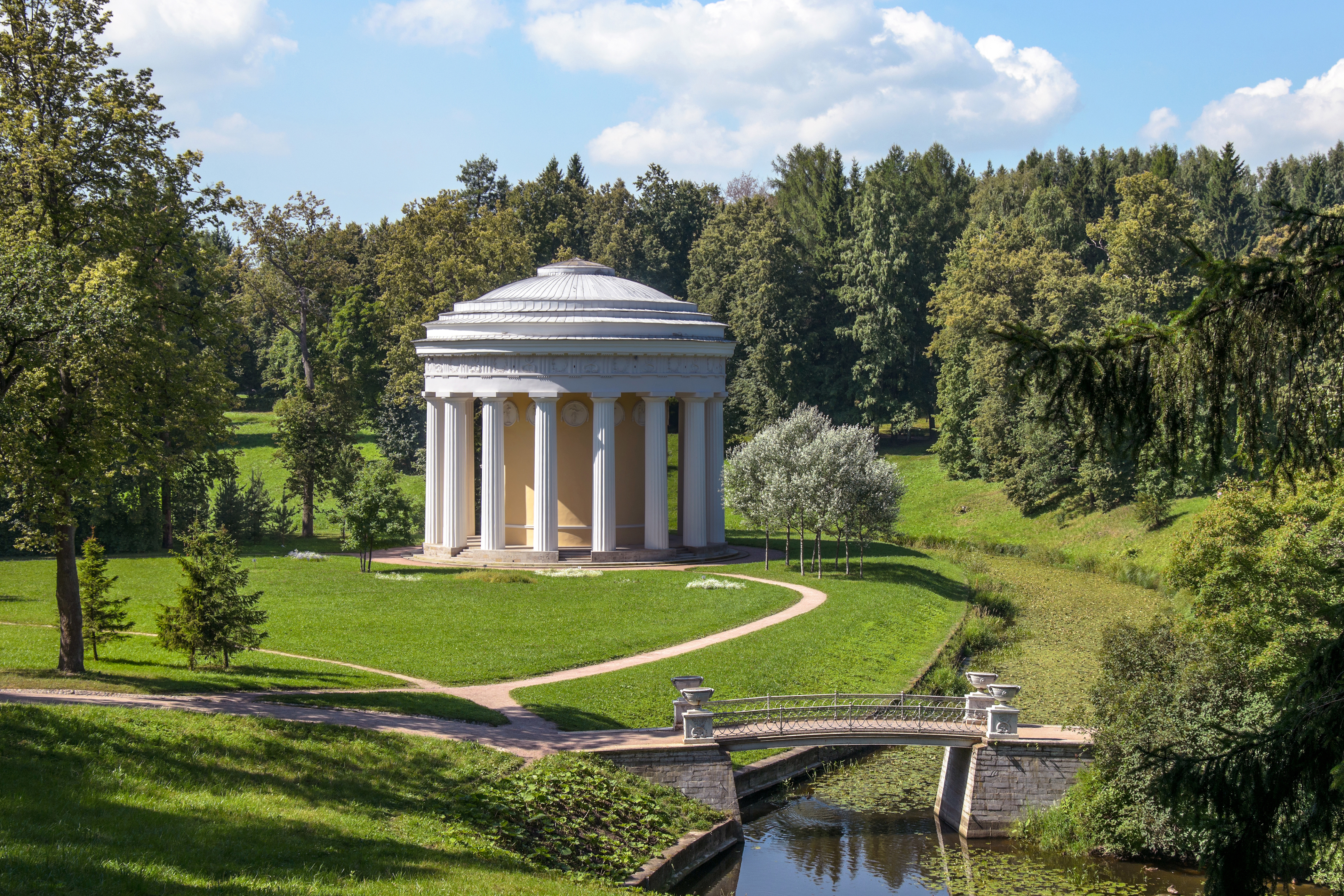
Freundschaftstempel im Park
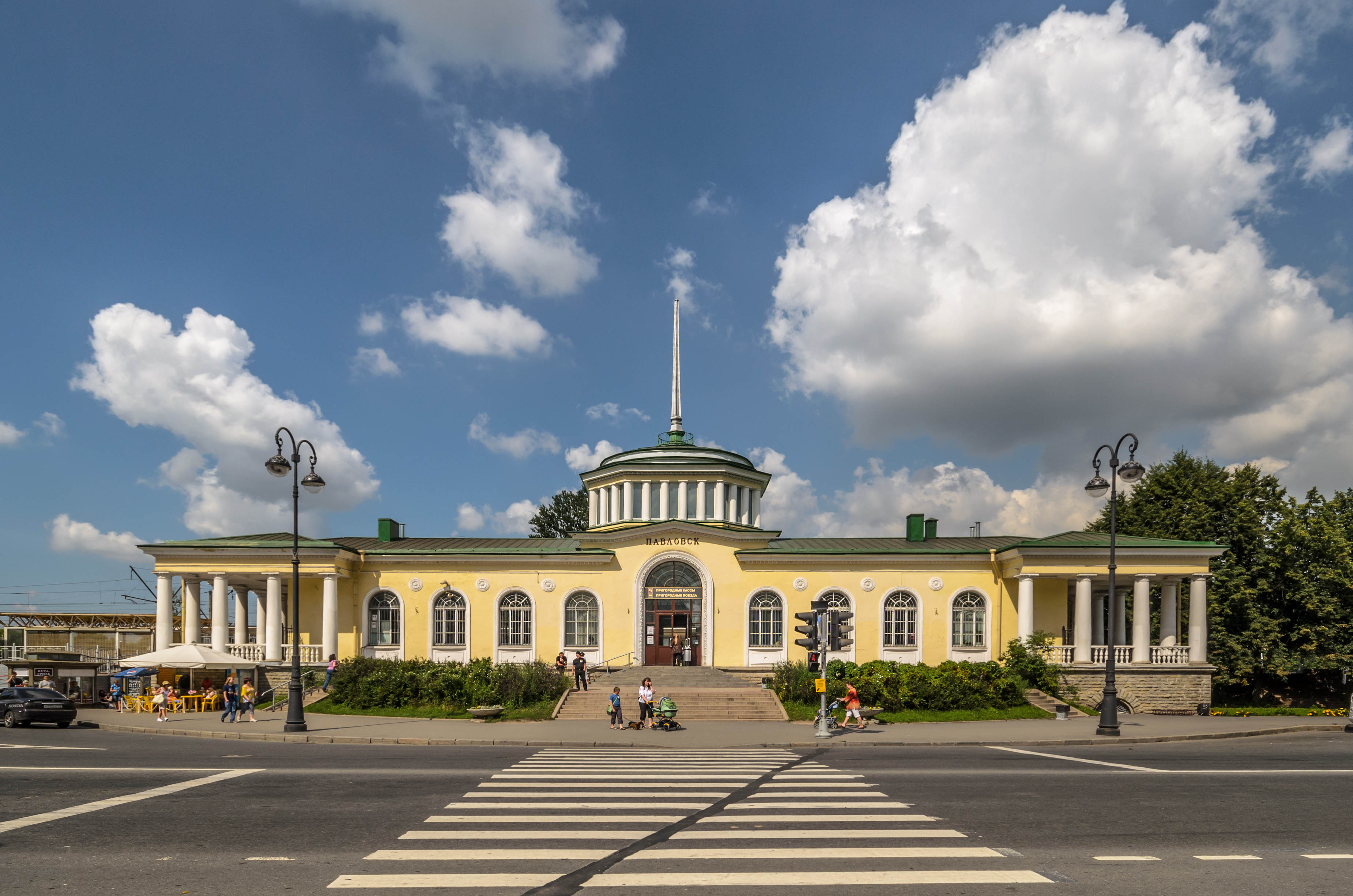
Der heutige Bahnhof von Pawlowsk

### Die Stadt

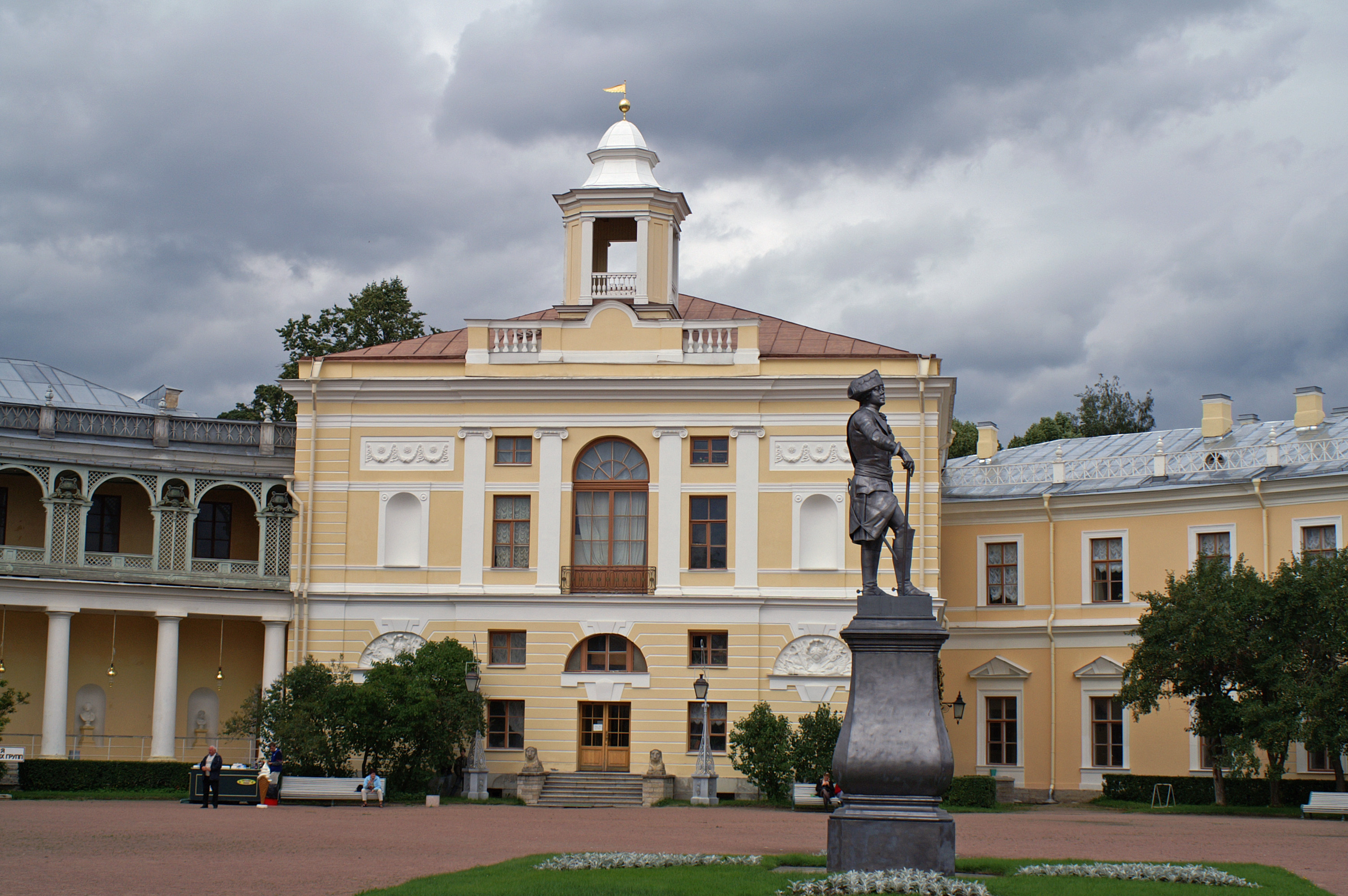
Pawlowsk-Palast, Hauptgebäude

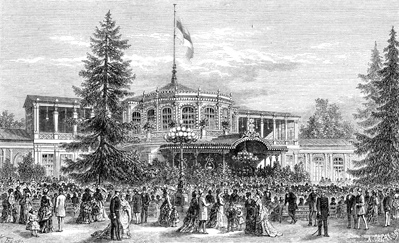
Pawlowsk, Musikpavillon und Bahnhof

Mit der Thronbesteigung Pauls I. 1796 wurde die Ansiedlung an der Residenz zur Stadt erhoben.
Vor der Oktoberrevolution war Pawlowsk eine beliebte Sommerfrische für die reichen Hauptstädter. Fjodor Dostojewskis Roman Der Idiot spielt teilweise in der das Schloss umgebenden Stadt Pawlowsk und porträtiert deren Datschniki.
Am 11. November 1837 wurde die erste Eisenbahnlinie Russlands zwischen St. Petersburg und Pawlowsk eröffnet. Das Bahnhofsgebäude, welches unmittelbar neben dem Palast (im Gebiet des „Großen Stern“) errichtet wurde, diente gleichzeitig als eine Art Kursaal und Konzertgebäude, in dem neben anderen musikalischen Berühmtheiten Johann Strauss (Sohn), Josef Strauss, Franz Liszt und Robert Schumann auftraten.
Auf diese Verbindung von Musikpavillon und Bahnhofsgebäude wird auch die Entstehung des russischen Wortes вокза́л/woksal für Bahnhof (heute korrekter: Bahnhofsgebäude) zurückgeführt. Die wahrscheinlichste Erklärung ist, dass das Gebäude nach den britischen Vauxhall Gardens bei London benannt wurde – in einem ausführlichen (deutschsprachigen) Bericht von 1842 über den Eisenbahnbau und -betrieb wird die Bezeichnung „Vauxhall-Gebäude“ verwendet – und später der Name auf alle Bahnhöfe überging. Einer anderen Herleitung zufolge soll das Wort eine Verkürzung von „Wokalny Sal“, also „Chorsaal“, darstellen. Aber auch in diesem Fall entspränge der Wortbegriff der Verknüpfung der Funktionen von Bahnhofs- und Konzertgebäude in Pawlowsk.
Trotz der Umspurung der Eisenbahnlinie auf die russische Breitspur und die Verlegung des Bahnhofsgebäudes 1897 an die heutige Stelle wurde der „Musikbahnhof“ weiterhin künstlerisch genutzt.
Von 1918 bis 1944 trug die Stadt nach der unweit der Stadt ums Leben gekommenen Revolutionärin Wera Sluzkaja (1874–1917) den Namen Sluzk.
Pawlowsk wurde im Zweiten Weltkrieg von der Wehrmacht erobert und erlitt während der Besatzung von 1941 bis 1943 schwere Schäden. Auch der Musikpavillon wurde niedergebrannt. Der Wiederaufbau des stark beschädigten Palastes, der erst 1978 offiziell beendet wurde, begann bereits 1944. Vereinzelte Restaurierungsarbeiten im Park dauern bis heute an.
Das einzigartige Ensemble, bestehend aus dem Schloss, einer großen Zahl von Pavillons, dem größten Schlosspark Europas sowie der historischen Altstadt, wurde 1990 von der UNESCO in die Liste des Weltkultur- und Naturerbes der Menschheit aufgenommen.

### Bevölkerungsentwicklung
| Jahr | Einwohner |
| ---- | --------- |
| 1897 | 5.113     |
| 1939 | 30.798    |
| 1959 | 16.605    |
| 1970 | 20.969    |
| 1979 | 25.186    |
| 1989 | 25.536    |
| 2002 | 14.960    |
| 2010 | 16.087    |

Anmerkung: Volkszählungsdaten

## Persönlichkeiten

### Söhne und Töchter der Stadt
- Maria Pawlowna (1786–1859), Großfürstin von Russland und Großherzogin von Sachsen-Weimar-Eisenach
- Fjodor Iordan (1800–1883), Graveur, Kupferstecher, Professor und Rektor der Russischen Kunstakademie
- Bogdan Willewalde (1818/19–1903), russischer Maler und Pädagoge
- Maria Romanowa (1819–1876), Großfürstin von Russland
- Olga Romanowa (1851–1926), Frau Georgs I. von Griechenland
- Michael von Taube (1869–1961), Jurist, Professor für Völkerrecht, Politiker, stellvertretender russischer Minister für Volksbildung
- Inna Leman-Balanowskaja (1881–1945), Astronomin
- Eugène Znosko-Borovsky (1884–1954), Schachmeister
- Tatjana Romanowa (1890–1979), Mitglied des Hauses Romanow-Holstein-Gottorp; Fürstin
- Roman Vishniac (1897–1990), Biologe und Pionier der Wissenschaftsfotografie
- Fred Müller (1913–2001), deutscher Kommunist, Interbrigadist, Offizier der Deutschen Volkspolizei und Sportfunktionär der DDR
- Benno Butter (1914–1985), deutscher Maler und Grafiker

### Persönlichkeiten mit Bezug zur Stadt
- Johann Anton Weinmann (1782–1858), deutsch-russischer Gärtner und Botaniker; Inspektor des Gartens der Zarin Maria Fjodorowna in Pawlowsk[3]

## Film
- Der Landschaftspark Pawlowsk. Dokumentarfilm, Deutschland, 2013, 52 Min., Buch: Inga Wolfram, Helge Trimpert, Regie: Inga Wolfram, Moderation: Wladimir Kaminer, Produktion: telekult, MDR, arte, Reihe: Diesseits von Eden, Erstsendung: 15. September 2013 bei arte, Inhaltsangabe von arte.